# World Masterpiece Theater
World Masterpiece Theater (世界名作劇場, Sekai Meisaku Gekijō) foi uma série de animes japonês baseados nas histórias dos livros clássicos a cada ano no horário de 19:30 no Domingo. Foi ao ar entre 1969-1997, e em seguida, voltou em 2007.
As primeiras séries foram produzidas por Mushi Production e em seguida por Zuiyo Eizo, e em seguida pela sucessora de Zuiyo a Nippon Animation, que foi oficialmente estabelecida em junho de 1975 durante a exibição de Flanders no Inu. Em ambos os casos, a série originalmente foi ao ar principalmente na Fuji Television. Hayao Miyazaki e Isao Takahata ambos trabalharam em várias das séries. World Masterpiece Theater como foi produzido pela Nippon Animation durou 23 temporadas, a partir de Flanders no Inu em 1975 para Ie Naki Ko Remi (家なき子レミ, Ie Naki Ko Remi, Sans Famille) em 1997. A Nippon Animation recomeçou a série em 2007 com o lançamento de Les Misérables: Shōjo Cosette, que estreou na BS Fuji dia 7 de Janeiro de 2007, com Porphy no Nagai Tabi (A Longa Jornada de Porphy) posteriormente exibida no mesmo canal começando pelo dia 6 de janeiro de 2008, tornando-se a 25ª série da World Masterpiece Theater. A série mais recente e a 26ª é Kon'nichiwa Anne 〜 Before Green Gables (lit. Olá Anne ~ Antes do Frontão Verde).
As séries fizeram bastante sucesso no Brasil e Portugal e outros Países lusófonos. As séries também encontraram grande sucesso em outros países europeus, especialmente Alemanha, Itália, França, Espanha e alguns países da Ásia.
As séries foram conhecidas por diversos nomes ao longo dos anos (como mostrado abaixo), mas "World Masterpiece Theater" é o nome mais comum usado pelos telespectadores. O nome oficial em Inglês da série da Nippon Animation é "The Classic Family Theater Series".

## Produções

### Antes da Nippon Animation - Calpis Comic Theater (1969–1974)
- Dororo (どろろと百鬼丸, Dororo para Hyakimaru, 1969)
- Moomin (ムーミン, Mūmin, 1969 - 1970)
- Andersen Monogatari (アンデルセン物語, Anderusen Monogatari, 1971)：Adaptado das várias histórias de Hans Christian Andersen, o escritor dinamarquês de contos de fadas.
- Shin Moomin (新 ムーミン, Shin Mūmin, 1972)
- Fábulas da Floresta Verde (山ねずみ ロッキーチャック, Yama Nezumi Rokkī Chakku, 1973)：Adaptado a partir da coleção de histórias de animais com temas infantis do escritor, Thornton Burgess.
- Heidi (アルプスの少女ハイジ, Arupusu no Shōjo Haiji, 1974)：Adaptado do romance Heidi de Johanna Spyri.

### Nippon Animation - Calpis Children's Theater (1975–1977)
- Flanders no Inu (フランダースの犬, Furandāsu no Inu, 1975)：Adaptado do romance A Dog of Flanders de Maria Louise Ramé (também conhecida como Ouida). Também teve uma adaptação para o filme O Cão de Flandres.
- Marco (母をたずねて三千里, Haha o Tazunete Sanzen Ri, 1976)：Adaptado de uma pequena parte do Coração (romance), o capítulo chamado Dos Apeninos aos Andes, escritor e autor Italiano Edmondo De Amicis.
- Araiguma Rascal (あらいぐまラスカル, Araiguma Rasukaru, 1977)：Adaptado do romance Rascal de Thomas Sterling North.

### Calpis Family Theater (1978)
- Perrine (ペリーヌ物語, Perīnu Monogatari, 1978)：Adaptado do romance En Famille de Hector Malot.

### World Masterpiece Theater (1979–1985; nenhum patrocinador)
- Ana dos Cabelos Ruivos (赤毛のアン, Akage no An, 1979)：Adaptado do romance Anne de Green Gables de Lucy Maud Montgomery.
- As Aventuras de Tom Sawyer (トム・ソーヤーの冒険, Tomu Sōyā no Bōken, 1980)：Adaptado do romance As Aventuras de Tom Sawyer de Mark Twain.
- A Família Robinson (家族ロビンソン漂流記 ふしぎな島のフローネ, Kazoku Robinson Hyōryūki: Fushigi na Shima no Furōne, 1981)：Adaptada do romance A Família Suíça Robinson de Johann David Wyss.
- Lucy (南の虹のルーシー, Minami no Niji no Rūshī, 1982)：Adaptado do romance Australiano Lucy do Arco-Íris do Sul de Phyllis Piddington.
- Uma Aventura nos Alpes (わたしのアンネット, Watashi no Annetto, 1983)：Adaptado do livro infantil inglês, Tesouros da Neve de Patricia St. John.
- Catarina (牧場の少女カトリ, Makiba no Shōjo Katori, 1984)：Adaptado da romance Finlandês, Paimen, piika ja emäntä, a autora é Auni Nuolivaara.
- Princess Sara (小公女セーラ, Shōkōjo Sēra, 1985)：Adaptado do romance A Princesinha de Frances Hodgson Burnett.

### House Foods World Masterpiece Theater (1986–1993)
- Pollyanna (愛少女ポリアンナ物語, Ai Shōjo Porianna Monogatari, 1986)：Adaptado dos romances Pollyanna e Pollyanna Moça, os dois foram escritos por Eleanor H. Porter.
- As Mulherzinhas (愛の若草物語, Ai no Wakakusa Monogatari, 1987)：Adaptado do romance Mulherzinhas de Louisa May Alcott.
- O Pequeno Lorde de Fauntleroy (小公子セディ, Shōkōshi Sedi, 1988)：Adaptado do romance O Pequeno Lord de Frances Hodgson Burnett.
- As Aventuras de Peter Pan (ピーターパンの冒険, Pītā Pan no Bōken, 1989)：Adaptado de Peter Pan, a famosa história de J. M. Barrie.
- Papá das Pernas Altas (私のあしながおじさん, Watashi no Ashinaga Ojisan, 1990)：Adaptado do livro Pernilongo de Jean Webster.
- A Família Trapp (トラップ一家物語, Torappu Ikka Monogatari, 1991)：Adaptado do livro As Histórias dos Cantores da Família Trapp de Maria von Trapp, que também inspirou o musical The Sound of Music e a versão do filme.
- The Bush Baby (大草原の小さな天使 ブッシュベイビー, Daisōgen no Chiisana Tenshi Busshu Beibī, 1992)：Adaptado da história Os Bebês da Selva de William Stevenson.
- As Mulherzinhas II (若草物語 ナンとジョー先生, Wakakusa Monogatari: Nan to Jōsensei, 1993)：Adaptado da sequência das As Mulherzinhas, de Os Homenzinhos de Louisa May Alcott.

### World Masterpiece Theater (1994–1997; nenhum patrocinador)
- Nanatsu no Umi no Tico (七つの海のティコ, Nanatsu no Umi no Tiko, 1994)
- Romeo no Aoi Sora (ロミオの青い空, Romio no Aoi Sora, 1995)：Adaptado de Die Schwarzen Brüder por Kurt Held (publicado sob o nome de sua esposa Lisa Tetzner).
- Meiken Lassie (名犬ラッシー, Meiken Rasshī, 1996)：Adaptado do conto A Força do Coração, do autor Eric Knight.
- Ie Naki Ko Remi (家なき子レミ, Ie Naki Ko Remi, 1996 - 1997)：Adaptado do romance de Hector Malot, A Família Sans.

### House Foods World Masterpiece Theater (2007–2009)
- Les Misérables: Shōjo Cosette (レ・ミゼラブル 少女コゼット, Re Mizeraburu Shōjo Kozetto, 2007)：Adaptado do romance de Victor Hugo, Os Miseráveis.
- Porphy no Nagai Tabi (ポルフィの長い旅, Porufi no Nagai Tabi, 2008): Adaptada de Paul-Jacques Bonzon's Os órfãos de Simitra.
- Konnichiwa Anne: Before Green Gables (こんにちは アン, lit. Olá Anne ~ Antes do Frontão Verde, 2009)：Adaptado a partir da primeira versão da História de Anne Shirley, Budge Wilson Antes do Frontão Verde.

## Duração e transmissões das séries
| Título em português                 | Título em inglês                                          | Título original em japonês                                                                       | Episódios | Exibição nos países lusófonos |
| ----------------------------------- | --------------------------------------------------------- | ------------------------------------------------------------------------------------------------ | --------- | ----------------------------- |
| Dororo e Hyakkimaru                 | Dororo and Hyakkimaru                                     | どろろと百鬼丸 (Dororo to Hyakimaru)                                                             | 26        | Brasil                        |
| Moomin                              | Moomin                                                    | ムーミン (Mūmin)                                                                                 | 65        | ?                             |
| Histórias de Andersen               | Andersen Stories                                          | アンデルセン物語 (Anderusen Monogatari)                                                          | 52        | ?                             |
| Moomin - Loucuras de Verão          | New Moomin                                                | 新 ムーミン (Shin Mūmin)                                                                         | 52        | Brasil                        |
| Fábulas da Floresta Verde           | Rocky Chuck the Mountain rat                              | 山ねずみ ロッキーチャック (Yama Nezumi Rokkī Chakku)                                             | 52        | Brasil · Portugal             |
| Heidi                               | Heidi, Girl of the Alps                                   | アルプスの少女ハイジ (Arupusu no Shōjo Haiji)                                                    | 52        | Brasil · Portugal             |
| O Cão de Flandres (Filme)           | A Dog of Flanders                                         | フランダースの犬 (Furandāsu no Inu)                                                              | 52        | Portugal                      |
| Marco dos Apeninos aos Andes        | Marco, 3000 Leagues in Search for Mother                  | 母をたずねて三千里 (Haha o Tazunete Sanzen Ri)                                                   | 52        | Brasil · Portugal             |
| Rascal o Guaxinim                   | Rascal the Raccoon                                        | あらいぐまラスカル (Araiguma Rasukaru)                                                           | 52        | ?                             |
| Perrine                             | The Story of Perrine                                      | ペリーヌ物語 (Perīnu Monogatari)                                                                 | 53        | Portugal                      |
| Ana dos Cabelos Ruivos              | Anne of Green Gables                                      | 赤毛のアン (Akage no An)                                                                         | 50        | Portugal                      |
| As Aventuras de Tom Sawyer          | The Adventures of Tom Sawyer                              | トム・ソーヤーの冒険 (Tomu Sōyā no Bōken)                                                        | 49        | Portugal                      |
| A Família Robinson                  | The Swiss Family Robinson: Flone of the Mysterious Island | 家族ロビンソン漂流記 ふしぎな島のフローネ (Kazoku Robinson Hyōryūki: Fushigi na Shima no Furōne) | 50        | Portugal                      |
| Lucy do Arco-Íris do Sul            | Lucy of the Southern Rainbow                              | 南の虹のルーシー (Minami no Niji no Rūshī)                                                       | 50        | ?                             |
| Uma Aventura nos Alpes              | Story of the Alps: My Annette                             | わたしのアンネット (Watashi no Annetto)                                                          | 48        | Portugal                      |
| Catarina                            | Katri, Girl of the Meadows                                | 牧場の少女カトリ (Makiba no Shōjo Katori)                                                        | 49        | Portugal                      |
| Princesa Sarah                      | Princess Sarah                                            | 小公女セーラ (Shōkōjo Sēra)                                                                      | 46        | ?                             |
| Pollyanna                           | The Story of Pollyanna, Girl of Love                      | 愛少女ポリアンナ物語 (Ai Shōjo Porianna Monogatari)                                              | 51        | Portugal                      |
| As Mulherzinhas                     | Little Women: Love Story of the Young Grass               | 愛の若草物語 (Ai no Wakakusa Monogatari)                                                         | 48        | Portugal                      |
| O Pequeno Lord Ceddie               | Little Prince Cedie                                       | 小公子セディ (Shōkōshi Sedi)                                                                     | 43        | ?                             |
| As Aventuras de Peter Pan           | The Adventures of Peter Pan                               | ピーターパンの冒険 (Pītā Pan no Bōken)                                                           | 41        | Brasil · Portugal             |
| Papá das Pernas Altas               | My Daddy Long Legs                                        | 私のあしながおじさん (Watashi no Ashinaga Ojisan)                                                | 40        | Portugal                      |
| A Família Trapp                     | Trapp Family Story                                        | トラップ一家物語 (Torappu Ikka Monogatari)                                                       | 40        | Portugal                      |
| O Bebê Bush                         | The Bush Baby                                             | 大草原の小さな天使 ブッシュベイビー (Daisōgen no Chiisana Tenshi Busshu Beibī)                   | 40        | ?                             |
| As Mulherzinhas II                  | Little Women II: Jo's Boys                                | 若草物語 ナンとジョー先生 (Wakakusa Monogatari: Nan to Jōsensei)                                 | 40        | Portugal                      |
| Tico dos Sete Mares                 | Tico of the Seven Seas                                    | 七つの海のティコ (Nanatsu no Umi no Tiko)                                                        | 39        | ?                             |
| Os céus azuis de Romeu              | Romeo's Blue Skies                                        | ロミオの青い空 (Romio no Aoi Sora)                                                               | 33        | ?                             |
| Lassie a famosa cadela              | Famous Dog Lassie                                         | 名犬ラッシー (Meiken Rasshī)                                                                     | 26        | ?                             |
| Remi, a garota sem-teto             | Remi, Nobody's Girl                                       | 家なき子レミ (Ie Naki Ko Remi)                                                                   | 26        | ?                             |
| Os Miseráveis: O Coração de Cosette | Les Misérables: Girl Cosette                              | レ・ミゼラブル 少女コゼット (Re Mizeraburu Shōjo Kozetto)                                        | 52        | ?                             |
| A Longa Jornada de Porphy           | The Long Journey of Porphy                                | ポルフィの長い旅 (Porufi no Nagai Tabi)                                                          | 52        | ?                             |
| Olá Anne ~ Antes do Frontão Verde   | Hello Anne ~ Before Green Gables                          | こんにちは アン (Kon'nichiwa Anne)                                                               | 39        | ?                             |

As bandeiras aos lados das séries, são os países lusófonos onde elas foram também transmitidas.
- - Bandeira do Brasil - Exibido no Brasil.
- - Bandeira de Portugal - Emitido em Portugal.